# Нейборит
Нейбори́т (рос. нейборит; англ. neighborite; нім. Neighborit m) — мінерал, флуорид натрію і магнію каркасної будови. Названий на честь американського геолога Ф.Нейбора ((F.Neighbor), E.C.T.Chao, H.T.Evans, B.J.Skinner, C.Milton, 1961).

## Загальний опис
Хімічна формула: NaMgF3. Містить (%): Na — 22,05; Mg — 23,31; F — 54,64.
Сингонія ромбічна. Ромбо-дипірамідальний вид. Структура типу перовськіту. Форми виділення: округлі зерна, октаедричні кристали, часто здвійниковані. Густина 3,03—3,06. Твердість 4,5—5,0. Колір кристалів безбарвний, кремовий, рожевий, червоний, коричневий. Мінерал може бути прозорим або непрозорим. Злам нерівний. Блиск скляний, рідше масний, матовий.
У сульфатній кислоті розчиняється швидко, у хлоридній та нітратній — значно гірше.
Акцесорний мінерал доломітизованих сланців, виявлених при глибокому бурінні у формації Ґрін-Рівер, шт. Юта (США), а також у р-ні Ловозера, Кольський півострів (Росія).